# فانتوم (فیزیک پزشکی)

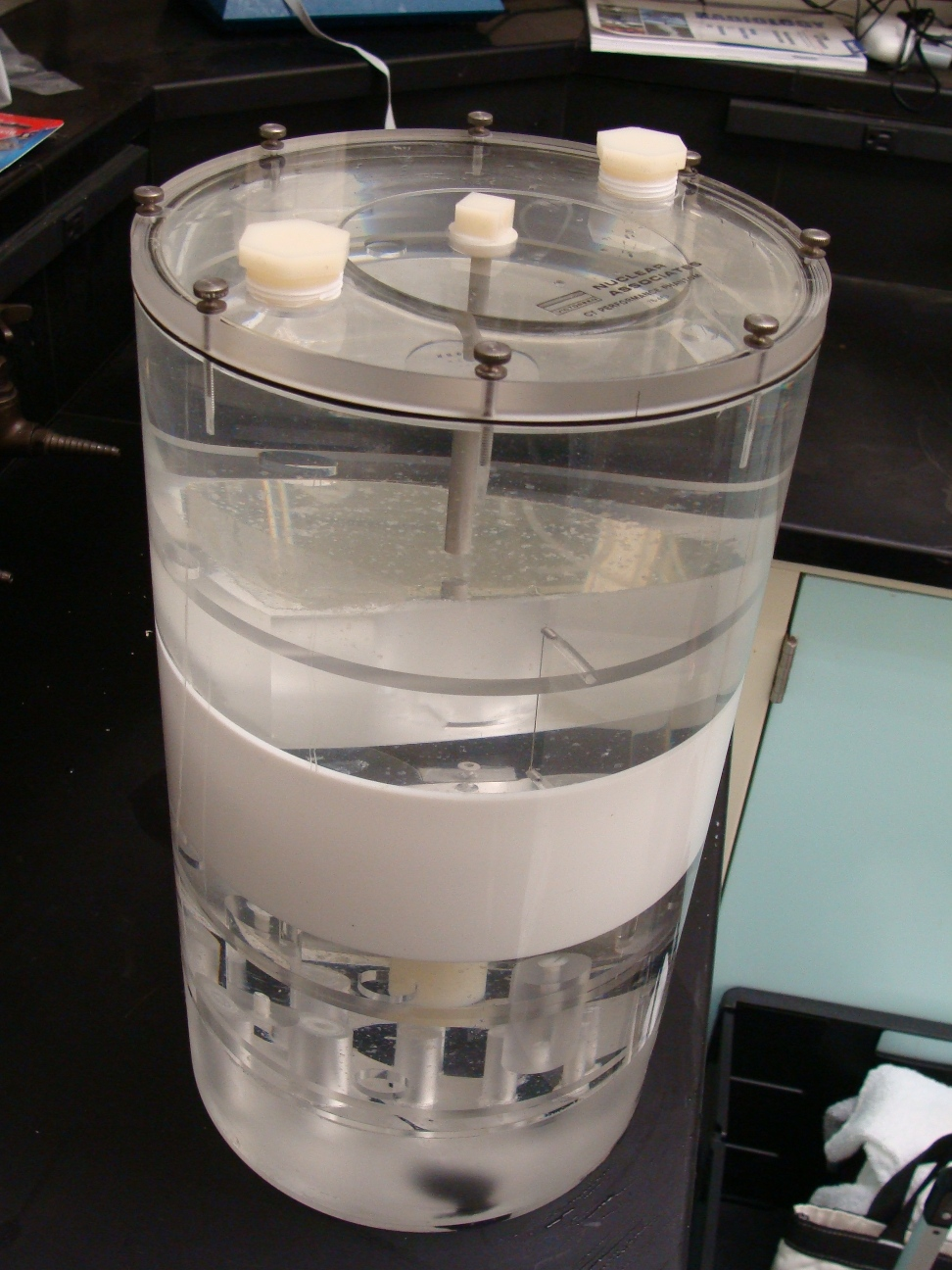
یک فانتوم جهت بررسی کارکرد سیستمهای سی تی اسکن

فانتوم (به انگلیسی: Phantom) در علوم فیزیک پزشکی به دستگاه یا الگوی آزمایشی گویند که بدن انسان یا قسمتی از بدن انسان را شبیه‌سازی می‌کند.
از فانتوم‌ها برای دستگاه‌های تصویربرداری پزشکی و رادیوتراپی استفاده‌های زیادی می‌گردد. به‌طور نمونه به کمک فانتوم آشکارسازهایی را کالیبره می‌کنند که تشعشعات ساطع شده از داخل جسم را اندازه‌گیری می‌کند (مثل فانتوم BOMAB) یا تشعشعات جذب شده در جسم را می‌سنجد (مثل فانتوم‌های Shepp-Logan).

## فانتومهای ماموگرافی
در ماموگرافی، فانتوم‌ها به دلیل مصرفشان در کنترل کیفیت تجهیزات ماموگرافی دارای اهمیت ویژه‌ای هستند. یک فانتوم ماموگرافی معادل یک سینه فشرده (در حدود ۴٫۲ سانتیمتر) با مولفه‌های ساختاری چربی دار و غددی است.
فانتومهای آزمونگر ACR دارای ۶ خال فیبری، ۵ گروه لکه (speck groups)، و ۵ ذره جرم دار (masses) می‌باشند. جهت مقبول گردیدن آزمون، فانتوم بایستی تصویری را نشان دهد که در آن حداقل ۴ فیبر، ۳ گروه لکه، و ۳ جرم هویدا باشند.

## فانتوم‌های پزشکی هسته ای
- فانتوم جیزاک